# Verwaltungsgebäude Senffabrik

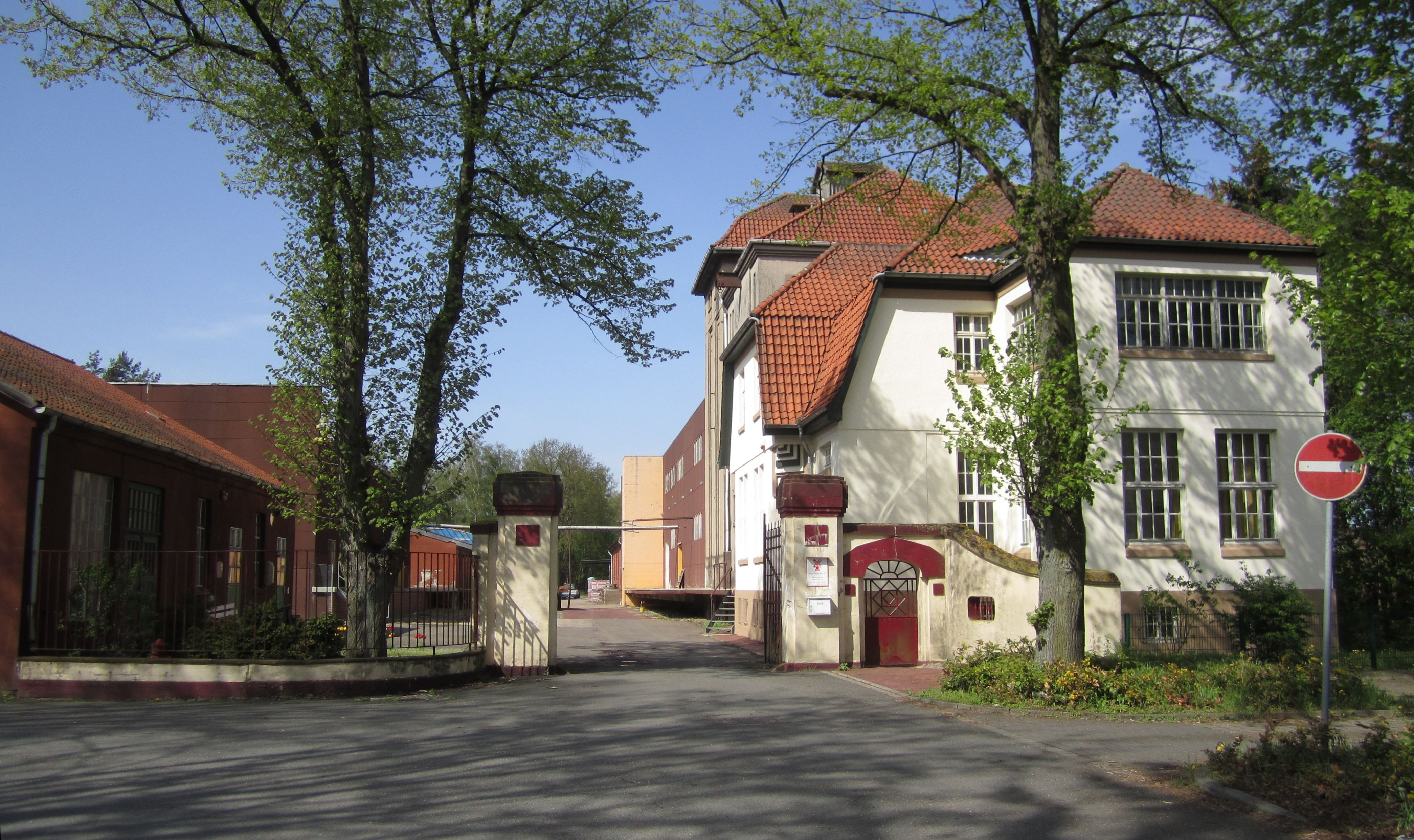
Verwaltungsgebäude mit Toreinfahrt

Das Verwaltungsgebäude Senffabrik Leman, Alexanderweg 75 in Eystrup in der niedersächsischen Samtgemeinde Grafschaft Hoya, stammt vom Anfang des 20. Jahrhunderts.
Die Gebäude der Fabrik werden saniert und sollen teils museal genutzt werden.
Das Gebäude und die Toreinfahrt stehen unter Denkmalschutz (siehe auch Liste der Baudenkmale in Eystrup).

## Beschreibung und Geschichte

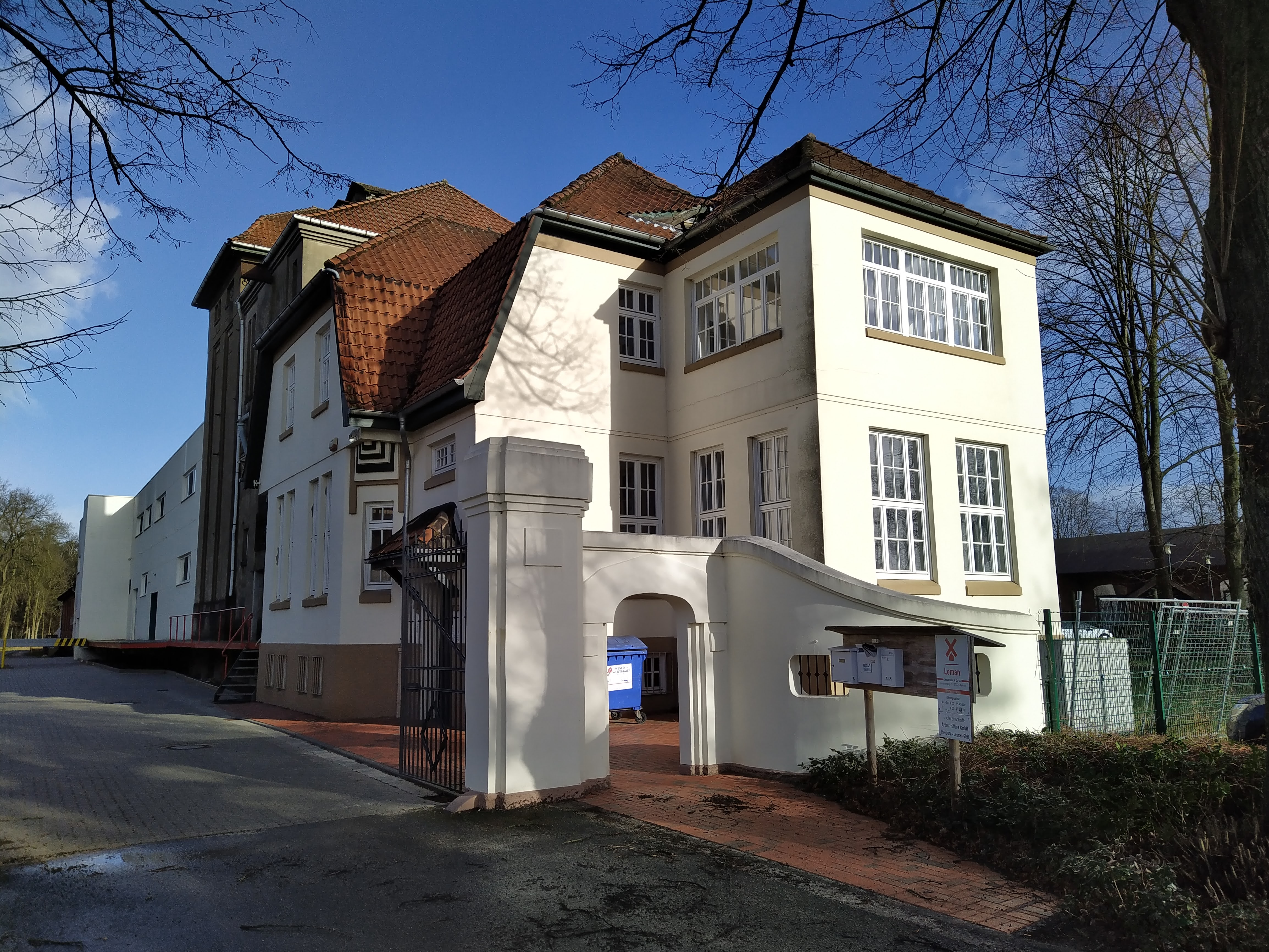
Einfahrt und Verwaltung

Das ein- bis zweigeschossige verputzte Gebäude mit Sockel, differenzierten Walm-, Krüppelwalm- und Mansarddächern in Hohlpfannendeckung wurde um 1914/15 gebaut und 1917 um die zweistöckige Veranda erweitert. Die Fenster und die dezenten Geschossgesimse blieben erhalten, wie auch u. a. wandfeste Ausstattungen von Treppenhaus, Türen und Tresor. Im Erdgeschoss der Veranda findet sich die Inschriftentafel J.L. Leman. Ph. Leman. 1809. 1885. Die Toranlage wurde 2020 saniert.
Das Gebäude steht als Kopfbau vor dem rechten Flügel der zwei langgestreckten Bauzeilen der Fabrik.
Das Niedersächsische Landesamt für Denkmalpflege befand: „… geschichtliche Bedeutung … als Kopfbau des Fabrikgeländes in stiltypischer Architektursprache des frühen 20. Jahrhunderts  …“
Die Essig- & Senffabrik Ph. Leman wurde 1809 gegründet. 1873 wurde ein neuer Standort an der Adresse Zur Zwillingslinde 2 gefunden, und dann 1914 ein größerer Standort am Bahnhof mit Gleisanschluss für die industrielle Fertigung errichtet. An diesem Ort entstanden dazu das Fabrikgebäude (1914/15), die Werkstatt, das Kesselhaus (1910), das Maschinenhaus (1910/11), die Mühle (1915) und der Silo (1916) sowie das Fachwerkwohnhaus der Familie (1919). Leman ist (2023) die letzte bestehende Essig- und Senffabrik in Niedersachsen.
2011 gründete sich die Interessengemeinschaft Industriedenkmal Senffabrik Leman, um die historische Dampfmaschine im Maschinenhaus wieder in Betrieb zu nehmen und der Öffentlichkeit zugänglich zu machen.